# Johan Anton Callenbach
Johan Anton Callenbach (Bergschenhoek, 2 mei 1870 - Norfolk (Virginia), 28 oktober 1932) was een Nederlands wis- en natuurkundige.

## Biografie
Callenbach was een lid van de uitgeversfamilie Callenbach en een zoon van predikant ds. Willem Callenbach (1836-1879) en Johanna Magdalena Mijer (1841-1907), de laatste een dochter van minister Pieter Mijer (1812-1881). Hij studeerde in Amsterdam en promoveerde in Leipzig in 1896 op het proefschrift Ueber die Isomerie der Produkte der Reaktion zwischen Methylenjodid und Natriumacetessigester, und über die Einwirkung von Isopropyljodid auf die Natriumverbindungen dieser Reaktionsprodukte.
Via zijn moeder en haar vader zal Callenbach bekend geweest zijn met de Indische hogere ambtelijke kringen daar zijn grootvader Mijer van 1866 tot 1872 Gouverneur-Generaal van Nederlands-Indië was geweest. In ieder geval kende hij hierdoor de schrijver Louis Couperus (1863-1923) welke laatste hem een opdrachtexemplaar van Extaze. Een boek van geluk liet sturen. Na zijn promotie emigreerde Callenbach naar Amerika, na in 1899 te zijn getrouwd met Antonie Marie Louise Mathilde Lohmann (1874-1948), concertzangeres; uit het huwelijk werden vijf kinderen geboren. Hij was er chemicus en laatst president van de Norfolk (Virginia) Testing Laboratories.